# قائمة بطولات بوروسيا دورتموند
نادي بوروسيا دورتموند لألعاب الكرة 09 (بالألمانية: Ballspielverein Borussia 09 e.V. Dortmund) و يعرف اختصاراً باسم بوروسيا دورتموند (بالألمانية: Borussia Dortmund) و أحياناً دورتموند (بالألمانية: Dortmund) هو نادي كرة قدم ألماني تأسس في عام 1909 ويقع مقره في مدينة دورتموند في ولاية شمال الراين-وستفاليا في ألمانيا. يعرف نادي دورتموند بكثرة مشجعيه، حيث يمتلك النادي أكثر من 100 ألف عضوية، مما يجعله الأكبر في ألمانيا. فهو صاحب أكبر معدل للحضور الجماهيري في أوروبا.
يعد نادي دورتموند أحد أنجح الأندية في تاريخ الكرة الألمانية بسبب إنجازاته على الصعيد المحلي والقاري. محلياً استطاع دورتموند الفوز بثمانية عشر بطولة محلية موزعة كالتالي؛ لقب الدوري الألماني 8 مرات، ولقب كأس ألمانيا 5 مرات، بينما لقب كأس السوبر الألماني 6 مرات. بينما على الصعيد القاري والأوروبي، حصد الفريق على 3 بطولات وهي دوري أبطال أوروبا في موسم 1996–97 وكأس الكؤوس الأوروبية في عام 1966، وكأس الإنتركونتيننتال في 1997.
يلعب بوروسيا دورتموند في الدوري الألماني لكرة القدم، ويخوض كل مبارايته الرسمية على الملعب الفيستفالي والمعروف باسم سيغنال إيدونا بارك، والذي يتسع لـ81,264 متفرج. ألوان الفريق الرسمية هي الأسود والأصفر، ولهذا أطلقوا على أنفسهم اسم (بالألمانية: die Schwarzgelben) والتي تعني الأصفر والأسود. يعد بوروسيا الغريم التقليدي لنادي بايرن ميونخ، ولهذا تُعرف مبارياتهما باسم «الكلاسيكو». بحسب تقرير ديلويت لأغنى أندية العالم والذي يصدر سنوياً بواسطة شركة ديلويت توش توهماتسو يُعتبر نادي دورتموند ثاني أغنى نادي في ألمانيا بعد بايرن ميونخ، ويقع في المرتبة الحادية عشر على مستوى العالم. شعار الفريق هو الحب الحقيقي (بالألمانية: Echte Liebe).

## البطولات

### المحلية
- الدوري الألماني

 البطل (8): 1955-56، 1956-57، 1962-63, 1994-95 ، 1995-96، 02–2001، 2010-11، 2011-12
 الوصيف (11): 1949, 1961, 1965–66, 1991–92, 2012–13، 2013–14، 2015–16، 2018–19، 2019–20، 2021–22، 2022–23
- الدوري الألماني الدرجة الثانية

 الوصيف (1): 1975–76
- كأس ألمانيا

 البطل (5): 1964–65, 1988–89, 2011–12, 2016–17- 2020-21
 الوصيف (5): 1962–63, 2007–08, 2013–14, 2014–15, 2015–16
- كأس السوبر الألماني

 البطل (6): 1989، 1995، 1996، 2013، 2014، 2019
 الوصيف (4): 2011، 2012، 2016، 2017
- كأس الدوري الألماني

 الوصيف (1): 2003

### الإقليمية
- أوبرليجا ويست

 البطل (6): 1947–48, 1948–49, 1949–50, 1952–53, 1955–56, 1956–57 (رقم قياسي)
 الوصيف (2): 1960–61, 1962–63
- كأس ولاية وستفاليا

 البطل (1): 1947

### الأوروبية
- دوري الأبطال

 البطل (1): 1996–97
 الوصيف (2): 2012–13، 2023–24

- كأس الكؤوس الأوروبية

 البطل (1): 1965–66
- الدوري الأوروبي

 الوصيف (2): 1992–93, 2001–02
- كأس السوبر الأوروبي

 الوصيف (1): 1997

### العالمية
- كأس الإنتركونتيننتال

 البطل (1): 1997

## الملخص
| بطولات بوروسيا دورتموند |           |             |             |                     |                   |                      |                      |                     |                      |          |                    |         |
| البطولة                 | بوندسليغا | بوندسليغا 2 | كأس ألمانيا | كأس السوبر الألماني | دوري أبطال أوروبا | كأس الكؤوس الأوروبية | كأس الاتحاد الأوروبي | كأس السوبر الأوروبي | كأس الإنتركونتيننتال | أوبرليغا | كأس ولاية وستفاليا | المجموع |
| البطل                   | 8         | 0           | 5           | 6                   | 1                 | 1                    | 0                    | 0                   | 1                    | 6        | 1                  | 29      |
| الوصيف                  | 9         | 1           | 5           | 6                   | 2                 | 0                    | 2                    | 1                   | 0                    | 2        | 0                  | 28      |

| اقليميًا | اقليميًا              | اقليميًا | اقليميًا                                                                |
|         | البطولة              | الألقاب | المواسم                                                                |
|         | أوبرليغا             | 6       | 1947–48، 1948–49، 1949–50، 1952–53، 1955–56، 1956–57                   |
|         | كأس ولاية وستفاليا   | 1       | 1947                                                                   |
| محليًا   | محليًا                | محليًا   | محليًا                                                                  |
|         | البطولة              | الألقاب | المواسم                                                                |
|         | البوندسليغا          | 8       | 1955-56، 1956-57، 1962-63، 1994-95، 1995-96، 02–2001، 2010-11، 2011-12 |
|         | كأس ألمانيا          | 5       | 1964-65، 1988-89، 2011-12، 2016-17، 2020-21                            |
|         | كأس السوبر الألماني  | 6       | 1989، 1995، 1996، 2013، 2014، 2019                                     |
| أوروبيًا | أوروبيًا              | أوروبيًا | أوروبيًا                                                                |
|         | البطولة              | الألقاب | المواسم                                                                |
|         | دوري أبطال أوروبا    | 1       | 1996-97                                                                |
|         | كأس الكؤوس الأوروبية | 1       | 1965-66                                                                |
| عالميًا  | عالميًا               | عالميًا  | عالميًا                                                                 |
|         | البطولة              | الألقاب | المواسم                                                                |
|         | كأس إنتركونتيننتال   | 1       | 1997                                                                   |
| ------- | -------------------- | ------- | ---------------------------------------------------------------------- |